# Блиново
Блино́во (рос. Блиново, марій. Блиново) — присілок у складі Оршанського району Марій Ел, Росія. Входить до складу Марковського сільського поселення.

## Населення
Населення — 31 особа (2010; 17 у 2002).
Національний склад (станом на 2002 рік):
- росіяни — 88 %